# فروجيس
فروجيس (بالفرنسية: Fruges)‏ هي بلدية تقع في إقليم باد كاليه من منطقة نور با دو كاليه في شمال فرنسا. تبلغ مساحة هذه المدينة 18.9 (كم²)، وترتفع عن سطح البحر 107 م، يبلغ عدد سكانها 2426 نسمة حسب إحصاء المعهد الوطني للإحصاء والدراسات الاقتصادية سنة 2009 م. وترأس Jean-Jacques Hilmoine البلدية خلال فترة (2001-2008).